# Bracon plugarui
Bracon plugarui är en stekelart som beskrevs av Vladimir Ivanovich Tobias 1986. Bracon plugarui ingår i släktet Bracon och familjen bracksteklar. Inga underarter finns listade.